# Ком'янське сільське поселення
Ком'я́нське сільське поселення (рос. Комьянское сельское поселение) — сільське поселення у складі Грязовецького району Вологодської області Росії.
Адміністративний центр — присілок Хорошево.

## Населення
Населення сільського поселення становить 1717 осіб (2019; 2005 у 2010, 2215 у 2002).

## Історія
При утворенні Грязовецького району були утворені Шеп'яковська сільська рада, Ведерковська сільська рада та Нехотовська сільська рада. 1930 року Шеп'яковська сільрада перейменована в Ком'янську сільську раду. В роки існування Лезького району (1935—1954 роки) до його складу входили Ведерковська та Нехотовська сільради. 1960 року Нехотовська сільрада приєднана до складу Ведерковської.
Станом на 1999 рік існували Ведерковська сільрада (37 населених пунктів) та Ком'янська сільрада (56 населених пунктів). 2001 року ліквідовано присілки Власово, Золотово, Кунілово, Приліпка, Фомино та Яригіно Ком'янської сільради, а також Філяєво Ведерковської сільради.
Станом на 2002 рік існували Ведерковська сільрада (села Вознесеньє, Воскресенське, присілки Барське-Сирищево, Бель, Боброво, Богослово, Брянцево, Бушуїха, Ведерково, Великоріцький Липовик, Вільне-Сирищево, Гора, Дикарево, Заріч'є, Заріч'є, Звягіно, Зимняк, Івняк, Кашино, Киселево, Кликуново, Надорожний Липовик, Нехотова, Низовка, Оберіха, Полушкіно, Поповка, Поповка, Притикино, Рябиновка, Сережино, Сичево, Щекутьєво, селище Бушуїха, Бушуїха, Лучиніно) та Ком'янська сільрада (присілки Аграфенка, Ананкіно, Андрійково, Аннинське, Арефино, Берендеєво, Биково, Брагино, Василево, Велике Денисьєво, Велике Костино, Воронино, Євдокимово, Євсюково, Косарово, Крутець, Кузнецово, Курапово, Логіново, Мале Денисьєво, Мале Костино, Мурав'єво, Нове-на-Ком'ї, Нове-на-Лухті, Новий Дор, Огарково, Орлово, Пальцево, Патракеєво, Підсосеньє, Прокуніно, Свинино, Семенково, Семерніно, Сіліфоново, Старий Дор, Стеблево, Суворово, Тимоніно, Туфаново, Федорково, Федяйкіно, Хвастово, Хорошево, Чагріно, Шеп'яково, Щекутьєво, Юдино, селища Стеблево, Туфаново). 2006 року обидві сільради утворили об'єднане Ком'янське сільське поселення.

## Склад
До складу сільського поселення входять:
| Населений пункт                 | Населення, осіб (2002) | Населення, осіб (2010) |
| ------------------------------- | ---------------------- | ---------------------- |
| Аграфенка, присілок             | 4                      | 3                      |
| Ананкіно, присілок              | 2                      | 0                      |
| Андрійково, присілок            | 7                      | 3                      |
| Аннинське, присілок             | 9                      | 6                      |
| Арефино, присілок               | 4                      | 7                      |
| Барське-Сирищево, присілок      | 6                      | 1                      |
| Бель, присілок                  | 2                      | 1                      |
| Берендеєво, присілок            | 0                      | 0                      |
| Биково, присілок                | 0                      | 0                      |
| Боброво, присілок               | 10                     | 2                      |
| Богослово, присілок             | 0                      | 0                      |
| Брагино, присілок               | 8                      | 8                      |
| Брянцево, присілок              | 0                      | 0                      |
| Бушуїха, селище                 | 437                    | 427                    |
| Бушуїха, пристанційне селище    | 33                     | 27                     |
| Бушуїха, присілок               | 0                      | 0                      |
| Василево, присілок              | 8                      | 3                      |
| Ведерково, присілок             | 13                     | 5                      |
| Велике Денисьєво, присілок      | 3                      | 11                     |
| Велике Костино, присілок        | 6                      | 1                      |
| Великоріцький Липовик, присілок | 8                      | 2                      |
| Вільне-Сирищево, присілок       | 4                      | 1                      |
| Вознесеньє, село                | 2                      | 1                      |
| Воронино, присілок              | 9                      | 5                      |
| Воскресенське, село             | 7                      | 3                      |
| Гора, присілок                  | 18                     | 9                      |
| Дикарево, присілок              | 15                     | 6                      |
| Євдокимово, присілок            | 24                     | 12                     |
| Євсюково, присілок              | 17                     | 8                      |
| Заріч'є, присілок               | 130                    | 121                    |
| Заріч'є, присілок               | 0                      | 0                      |
| Звягіно, присілок               | 11                     | 8                      |
| Зимняк, присілок                | 84                     | 79                     |
| Івняк, присілок                 | 11                     | 5                      |
| Кашино, присілок                | 12                     | 10                     |
| Кисельово, присілок             | 16                     | 2                      |
| Кликуново, присілок             | 2                      | 1                      |
| Косарово, присілок              | 1                      | 2                      |
| Крутець, присілок               | 17                     | 11                     |
| Кузнецово, присілок             | 0                      | 0                      |
| Курапово, присілок              | 5                      | 9                      |
| Логіново, присілок              | 11                     | 5                      |
| Лучиніно, селище                | 0                      | 0                      |
| Мале Денисьєво, присілок        | 0                      | 5                      |
| Мале Костино, присілок          | 0                      | 0                      |
| Муравйово, присілок             | 1                      | 0                      |
| Надорожний Липовик, присілок    | 16                     | 9                      |
| Нехотово, присілок              | 3                      | 0                      |
| Низовка, присілок               | 24                     | 16                     |
| Нове-на-Ком'ї, присілок         | 0                      | 1                      |
| Нове-на-Лухті, присілок         | 2                      | 1                      |
| Новий Дор, присілок             | 6                      | 3                      |
| Оберіха, присілок               | 2                      | 0                      |
| Огарково, присілок              | 0                      | 1                      |
| Орлово, присілок                | 7                      | 3                      |
| Пальцево, присілок              | 1                      | 0                      |
| Патракеєво, присілок            | 0                      | 0                      |
| Підсосеньє, присілок            | 4                      | 1                      |
| Полушкіно, присілок             | 13                     | 6                      |
| Поповка, присілок               | 6                      | 4                      |
| Поповка, присілок               | 0                      | 0                      |
| Притикіно, присілок             | 0                      | 0                      |
| Прокуніно, присілок             | 9                      | 5                      |
| Рябиновка, присілок             | 2                      | 1                      |
| Свинино, присілок               | 10                     | 3                      |
| Семенково, присілок             | 8                      | 2                      |
| Семерніно, присілок             | 0                      | 0                      |
| Сережино, присілок              | 1                      | 1                      |
| Сичево, присілок                | 11                     | 4                      |
| Сіліфоново, присілок            | 6                      | 4                      |
| Старий Дор, присілок            | 26                     | 26                     |
| Стеблево, селище                | 20                     | 15                     |
| Стеблево, присілок              | 1                      | 1                      |
| Суворово, присілок              | 6                      | 1                      |
| Тимоніно, присілок              | 3                      | 3                      |
| Туфаново, селище                | 49                     | 44                     |
| Туфаново, присілок              | 7                      | 7                      |
| Федорково, присілок             | 2                      | 8                      |
| Федяйкіно, присілок             | 9                      | 5                      |
| Хвастово, присілок              | 19                     | 19                     |
| Хорошево, присілок              | 924                    | 961                    |
| Чагріно, присілок               | 1                      | 0                      |
| Шеп'яково, присілок             | 4                      | 0                      |
| Щекутьєво, присілок             | 31                     | 29                     |
| Щекутьєво, присілок             | 22                     | 11                     |
| Юдино, присілок                 | 3                      | 0                      |